# Magrudergrind
Magrudergrind — американская грайндкор/пауэрвайоленс-группа, основанная в 2002 году в Вашингтоне.

## История
Группа была основана в 2002 году Ави Кулави, Кейси Муром и Р. Дж. Обером в Вашингтоне. Группа выпустила серию сплитов, после чего в 2007 году состоялся релиз дебютного альбома, получившего название Rehashed. В 2009 году на лейбле Willowtip Records Magrudergrind выпустили одноимённый второй альбом, а в следующем году вышел EP Crusher. В 2013 году группа появилась в телесериале HBO «Вице-президент», а в 2015 году подписала контракт с Relapse Records, на котором в 2016 году вышел их третий студийный альбом II.

## Дискография

### Студийные альбомы
- Rehashed (2007)
- Magrudergrind (2009)
- II (2016)

### EP
- Religious Baffle (2003)
- Don’t Support Humanitary Aid Led by the Church (2003)
- Owned! (2004)
- Crusher (2010)

### Сплиты
- split 7-inch with Vomit Spawn (2004)
- split tape with Akkolyte (2004)
- split 7-inch with A Warm Gun (2005)
- split 7-inch with Godstomper (2005)
- split 7-inch with Sanitys Dawn (2005)
- split 7-inch with Sylvester Staline (2006)
- split CD/LP with Shitstorm (2006)

### Сборники
- Sixty Two Trax of Thrash 2002—2005 (2005)

## Участники
Нынешний состав
- Ави Кулави — вокал (2002—н. в.)
- Р. Дж. Обер — гитара (2007—н. в.)
- Кейси Мур — ударные (2013—н. в.)

Бывшие участники
- Марк Левин — гитара (2002—2005)
- Крис Мур — ударные (2002—2013)
- Морис Альварадо — гитара, вокал(2005—2007)